# Лисвил (Луизијана)
Лисвил (енгл. Leesville) град је у америчкој савезној држави Луизијана.

## Демографија
По попису из 2010. године број становника је 6.612, што је 141 (-2,1%) становника мање него 2000. године.
| Група             | 2000.         | 2010.         |
| Белци             | 3.620 (53,6%) | 3.351 (50,7%) |
| Афроамериканци    | 2.386 (35,3%) | 2.325 (35,2%) |
| Азијати           | 141 (2,1%)    | 162 (2,5%)    |
| Хиспаноамериканци | 332 (4,9%)    | 473 (7,2%)    |
| Укупно            | 6.753         | 6.612         |